# 红隐蜂鸟
，是雨燕目蜂鸟科的一种鸟类。
红隐蜂鸟体重约2.4克，翼长约33.2毫米，嘴峰长约24毫米，喙宽度约1.6毫米，喙厚度约2毫米，跗蹠长约3.6毫米，尾长约30.1毫米。红隐蜂鸟在其分布区内为留鸟，其栖息在密集的高大树木组成的森林中，食性为草食性，主要食物来源是植物的花蜜。

## 亚种
- ：分布于委内瑞拉中部和东部、圭亚那和邻近的巴西。
- ：分布于苏里南至法属圭亚那、巴西、秘鲁东南部和玻利维亚北部。
- ：分布于哥伦比亚极东地区至委内瑞拉西南部和秘鲁北部。
- ：分布于秘鲁南部。[4]